# Премія Жабуті

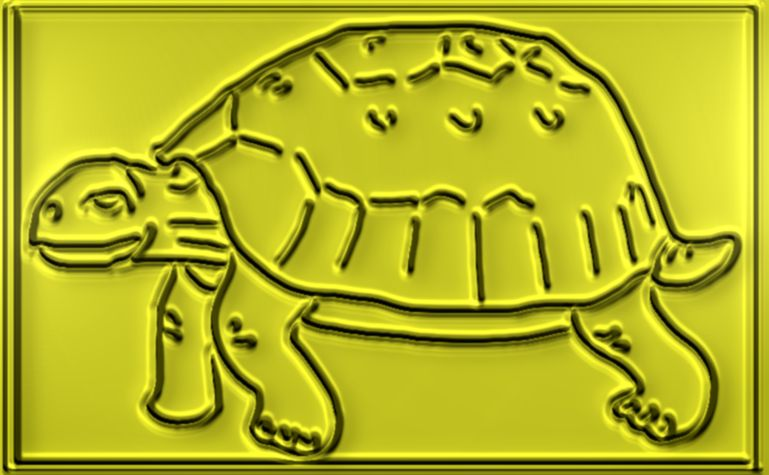
Черепаха «Жабуті»

Премія Жабуті (порт. Prêmio Jabuti) — літературна премія Бразилії, яка названа на честь черепахи, що є популярною в Латинській Америці. Заснована в 1959 році Бразильською книжною палатою з метою розвитку вітчизняної словесності і читацької культури. Премію присуджують у багатьох номінаціях, серед яких поезія, роман, новела, есе, дитяча література, історія літератури, літературний переклад, ілюстрація тощо.

## Лауреати (вибраний список)
- 1959: Жоржі Амаду («Роман»)
- 1960: Далтон Тревізан («Новела»), Антоніу Кандіду («Історія літератури»)
- 1961: Клариса Ліспектор («Новела»)
- 1963: Сесілія Мейреліш («ітературний переклад»)
- 1964: Сесілія Мейреліш («Поезія»)
- 1965: Далтон Тревізан («Новела»), Антоніу Кандіду («Поэзия»)
- 1966: Еріко Веріссімо («Роман»), Антоніу Кандіду («Есе»)
- 1967: Жозе Мауру де Васконселуш («Роман»), Жуан Кабрал де Мело Нето («Поезія»)
- 1968: Карлус Друммонд ді Андраді («Поезія»)
- 1970: Рубен Фонсека («Новела»)
- 1972: Жуан Убалду Рібейру («Літературне відкриття року»)
- 1973: Ледо Іво («Поезія»), Жилберту Фрейре («Есе»)
- 1974: Ліжия Фагундес Телес («Роман»)
- 1976: Радуан Нассар («Літературне відкриття року»)
- 1978: Клариса Ліспектор («Роман»), Аделія Праду («Поезія»), Антоніу Кандіду («Літературне відкриття року»)
- 1979: Маріу ді Андраді
- 1980: Жилберту Фрейре («Літературне відкриття року»)
- 1981: Франсішку Алвім («Поезія»), Жозе Вейга («Новела»), Жуан Жилберту Нолл («Літературне відкриття року»)
- 1982: Сільвіану Сантьягу («Роман»), Аутран Доурадо («Новела»)
- 1983: Жозе Вейга («Роман»)
- 1984: Рубен Фонсека («Роман»), Хілда Хілст («Поезія»)
- 1985: Жуан Убалду Рібейру («Роман»)
- 1988: Моасір Скляр («Новела»), Освалд ді Андраді («Видання року»)
- 1989: Франсішку Алвім («Поезія»)
- 1990: Мілтон Хатум («Роман»), Мануель ді Барруш («Поезія»), Ана Міранда («Літературне відкриття року»)
- 1991: Аролдо де Кампос («Літературний переклад»)
- 1992: Шику Буаркі («Роман»), Вінісіус ді Морайс («Видання року»)
- 1993: Моасфр Скляр, Жозе Вейга, Силвиану Сантьягу («Роман»), Рубен Фонсека («Новела»), Аролдо де Кампос, Карлус Друммонд ді Андраді («Поезія»), Антоніу Кандіду («Есе»), Італо Кальвіно («Видання року»)
- 1994: Жуан Жілберту Нолл («Роман»), Хілда Хілст («Новела»), Марина Коласанті, Вінісіус ді Морайш («Поезія»), Антоніу Кандіду («Есе»), Октавіо Пас, Лаура Есківель, Аролдо де Кампос («Літературний переклад»)
- 1995: Жоржі Амаду («Роман»), Далтон Тревізан («Новела»), Паулу Лемінський, Іван Жункейра («Поезія»)
- 1996: Ліжия Фагундес Телес, Рубен Фонсека («Новела»)
- 1997: Жуан Жілберту Нолл («Роман»), Сілвіану Сантьягу, Марина Коласанті («Новела»), Тіагу ді Меллу, Карлус Друммонд ді Андраді, Сесілія Мейреліш («Поезія»)
- 1998: Радуан Нассар («Новела»), Себастіан Сальгадо («Фоторепортаж»)
- 1999: Аролдо де Кампос («Поезія»)
- 2000: Моасір Скляр («Роман»), Тіагу ді Меллу, Феррейра Гуллар («Поезія»)
- 2001: Милтон Хатум, Патрісія Мело («Роман»), Ліжія Фагундес Теллес («Новела»), Ледо Іво («Поезія»)
- 2002: Мануель ді Барруш («Книга року»), Аролдо де Кампос («Переклад»)
- 2003: Ана Міранда («Роман»), Рубен Фонсека («Новела»)
- 2004: Шику Буаркі («Книга року»)
- 2005: Неліда Піньйон («Роман», «Книга року»), Іван Жункейра («Переклад»)
- 2006: Мілтон Хатум («Роман», «Книга року»), Марселіну Фрейре («Новела»)
- 2007: Феррейра Гуллар («Новела»), Моасір Скляр («Дитяча література»)
- 2008: Крістован Тецца («Роман»), Моасір Скляр («Біографія»)
- 2009: Моасір Скляр («Роман», «Книга року»)
- 2010: Шику Буаркі («Роман», «Книга року»)
- 2011: Далтон Тревізан («Новела»), Феррейра Гуллар («Поезія», «Книга року»)